# Wohnhaus Hafenstraße 17
Das Wohnhaus Hafenstraße 17, das ehemalige Seemannsamt im niedersächsischen Nordenham im Landkreis Wesermarsch, stammt vom Anfang des 20. Jahrhunderts.

Aktuell (2023) wird es als Wohnhaus genutzt.
Das Gebäude steht unter Denkmalschutz (siehe auch Liste der Baudenkmale in Nordenham).

## Beschreibung und Geschichte
Im Jahr 1873 wurde die Reichs-Seemannsordnung erlassen zum einheitlichen Schutz der Seeleute fernab der Heimat und als Regelwerk an Bord der Handelsschiffe. Seemannsämter wurden in den Hafenstädten eingerichtet. Davor regelte in den Häfen der Wasserschout (niederl. Waterschout, Schout = Schultheiß) die Belange der Seeleute.
Nordenham hatte ab 1857 den Ochsenpier als Schiffsanleger. Hier entstand ein zunehmend wichtiger Verladeort für Vieh und nach 1877 für Petroleum und Getreide. Um 1905 übernahm der Bremer Reeder Adolf Vinnen mit der Midgard, Deutsche Seeverkehrs-AG die Hafenanlagen von Nordenham. 1897 entstand ein Fischereihafen. Das Seemannsamt baute sich an der Hafenstraße sein Domizil. Heute besteht das Seemannsamt Brake, das auch um 1900 entstand.
Das zweigeschossige verklinkerte traufständige Gebäude mit Walmdach und dem vierachsigen mittleren Giebelrisalit mit Satteldach sowie den segmentbogigen, gerahmten Öffnungen, den horizontalen Bändern, dem Fachwerk im Giebeldreieck mit rundbogigen Fenstern, dem Wappen am Giebel und dem Hermeskopf über dem Eingang, wurde als Seemannsamt wohl um 1900 gebaut.
Das Landesdenkmalamt befand zur Bedeutung: „geschichtlich, städtebaulich“.